# اسپرس شیرازی
اسپرس شیرازی (نام علمی: Onobrychis sojakii) نام یک گونه از سرده اسپرس است.